# 特勒斯陶
特勒斯陶（德語：Tröstau，發音：[ˈtʁøːstaʊ]）是德国巴伐利亚州上弗兰肯行政区菲希特尔山区文西德尔县的市镇，面积19.29平方千米，2023年12月31日人口为2,132人。